# Леденик
Леденик е село в Централна Северна България, община Велико Търново, област Велико Търново, в близост до общинския и областен център Велико Търново. Южно от селото тече река Янтра.

## География

### Положение
Село Леденик се намира в община Велико Търново, на левия бряг на р. Янтра. Разположено е само на 7 км западно от старопрестолния град и на 10 км от архитектурния резерват Арбанаси. Северно от селото в непосредствена близост се намира първокласният път София – Велико Търново – Варна.
- През Леденик се стига до с. Керека на юг, като се преминава през с. Шемшево, а оттам се стига до Дряново и Габрово. През с. Шемшево на запад се достига с. Пушево.
- На север землището на селото граничи с това на с. Беляковец и с. Момин сбор.
- На изток – със землището на гр. Велико Търново.
- На юг – със землището на с. Шемшево.
- На запад – със землището на с. Пушево.

### Релеф, геология
Село Леденик попада в северната централна част на природната област Предбалкан, част от структурата на Балканидите. Намира се в преходната зона между низинния (0 – 200 м н.в.) и равнинно-хълмистия пояс (200 – 400 м н.в.). Най-ниската точка е 152 м (намираща се в източната част на землището), а най-високата 350,3 м (намираща се в североизточната част на землището). В близост са Беляковските височини.
Преобладаващите скали са седиментни – основно пясъчници и варовици.
В землището се намират следните структури:
- към периода на палеогена (Pg):
  - Авренска свита (мергели);
  - Шемшевска свита (алевролити, пясъчници, глинести варовици, органогенни варовици).
- към периода на Долната креда – Ловешко-ургонска група:
  - Еменска варовикова свита (биоморфни и афанитови варовици);
  - Българенска свита с Мъгърски клин (пясъчници, алевролити, глинести мергели, варовици).

### Климат, води, почви
Селото попада в пояса на умерено-континенталния климат. За студеното полугодие са типични мъгли (повишена влажност от р. Янтра) и слани. През топлото полугодие неблагоприятни климатични явления са: градушки, засушавания и поройни дъждове.
През селото протичат няколко потока, които се вливат в р. Янтра. Каптиран поток осигурява вода за чешмата в центъра на селото. В близост до реката при направен сондаж за търсене на залежи от горивни изкопаеми е открит минерален извор. Той е с малък постоянен дебит. Водата му не замръзва през зимата.

### Жива природа
Преобладаващите почви в землището на селото са сиви горски, които се нуждаят от торене с калиеви торове. В близост до р. Янтра има алувиално-ливадни почви.
Запазена естествена растителност има покрай р. Янтра. На запад от селото има и малка дъбова гора, която е млада и вероятно е антропогенна. В околността има и храстовидна растителност, най-вече по запустелите ниви.
В околностите на селото се срещат зайци, лисици, сърни, полски мишки, пъдпъдъци, чучулиги, стърчиопашки, славеи, свраки, сойки, кълвачи, косове и др.

## Население
Численост
Численост на населението според преброяванията през годините*:
| \| Година на преброяване \| Численост \| \| --------------------- \| --------- \| \| 1934 \| 2644 \| \| 1946 \| 2495 \| \| 1956 \| 1912 \| \| 1965 \| 1620 \| \| 1975 \| 1639 \| \| 1985 \| 1393 \| \| 1992 \| 816 \| \| 2001 \| 828 \| \| 2011 \| 823 \| \| 2021 \| 846 \| |           |
| Година на преброяване | Численост |
| 1934 | 2644      |
| 1946 | 2495      |
| 1956 | 1912      |
| 1965 | 1620      |
| 1975 | 1639      |
| 1985 | 1393      |
| 1992 | 816       |
| 2001 | 828       |
| 2011 | 823       |
| 2021 | 846       |

*Следва да се има предвид присъединяването на село Шемшево през 1955 г. и отделянето му през 1991 г.
Етнически състав
Численост и дял на етническите групи според преброяването на населението през 2011 г.:
|                     | Численост | Дял (в %) |
| Общо                | 823       | 100.00    |
| Българи             | 704       | 85.54     |
| Турци               | 81        | 9.84      |
| Цигани              | 6         | 0.72      |
| Други               | 10        | 1.21      |
| Не се самоопределят | 12        | 1.45      |
| Неотговорили        | 10        | 1.21      |

## История

### Античност
В близост до съвременното село е имало римско селище. Предполага се, че историята на селището, намиращо се на тази територия, започва около 1017 г. Селото е изпълнено с истории и традиции.
В землището е регистрирано тракийско селище в м. Бели бряг, а в м. Усоето на 4,5 км ю. з. има ранновизантийска крепост, забелязана от Шкорпил.

### Средновековие
На 1 км западно, върху високия, с голям наклон към р. Янтра терен, е разкрита средновековна църква. По стилови белези от намерените стенописни фрагменти църквата е датирана от втората половина на XII век. Следи от селище около църквата не са открити.
По предание се знае, че селото през времето на Второто българско царство е в местността Дисагите, около буен извор, сега каптиран като чешма. Там то остава до първите години на османското владичество. Някъде през втората половина на XVII век с построяването на бейската кула се мести на днешното си място.

### Османско владичество
В турския данъчен регистър от 1430 г. има село с името Леденик, за което е записано, че е тимар на Съйяклу Баязид и има 1 мюсюлманин, 47 християнски семейства и 2 вдовици. През 1638 г. в селото има 42 мъже християни.

### След Освобождението
С административен акт от 17.12.1955 г. село Шемшево е присъединено към село Леденик. Този факт се променя на 26.08.1991 г., когато с. Шемшево отново се превръща в самостоятелно населено място.

## Култура
Легенда за Шемши бей
Преданието разказва, че единственият син на бея се влюбил в красивата българска мома Неда. Разтревожени за съдбата на дъщеря си, родителите се обърнали за съвет към старата знахарка Мина. Тя дала на девойката билка, която приспала момичето така дълбоко, че изглеждало като мъртво.
Не искайки да повярва в мълвата за „смъртта“ на любимата си, господарският син се отправил към дома на родителите ѝ. Виждайки изгората си в ковчег, младият човек се прострелял в сърцето. Не след дълго в къщата се появил старият бей, оплаквайки смъртта на сина си. Очакващи отмъщение, родителите приели новия гост със страх. Мъдрият господар не само не отмъстил, но и дал пари за погребението на дъщеря им.
Късно вечерта пробудилата се вече Неда и брат ѝ се отправили тайно към Търново, но на излизане от селото ги видял леденичанин и мълвата за възкръсналото момиче се разнесла из селото. Стигнала и до ушите на бея, който обхванат от съмнения, наредил да изровят гроба на девойката. Ковчегът бил пълен с камъни и измамата била разкрита. Всички роднини на девойката били изклани на Аша Чаир.
Научавайки за трагедията, сполетяла семейството му, братът събрал дружината си и нападнал свитата на бея. Момъкът не успял да стигне до бившия си господар, който изплашен решил да се пресели в Търново. Това е историята на последния бей, обитавал сградата. От този момент леденичани започнали да наричат сградата Кулата.
Етнографски музей
Укрепената жилищна Кула на Шемши бей от 1650 г. на хълма Мела е превърната в етнографски музей.
Храм „Свети Георги“
Осветен през 1835 г., той е сред най-старите във Великотърновската епархия. По-късно е разширен и е добавен балкон. Изографисан от Захари Зограф, на южния вход на църквата зад вратата има негов автопортрет.
Своята работа зографът е извършил вероятно преди да започне изографисването на черквата в Преображенския манастир и известното „Колело на живота“.
Селото отбелязва деня на покровителя на храма „Св. Георги“ със сбор. Той се провежда на 6 май (Гергьовден). В центъра на селото се прави карнавал, всички могат да се почерпят и повеселят.
Читалище „Поука - 1920 г.“
Поддържа 2 художествени формации - смесен народен хор, ГИФ „Леденишки баби“ и осъществява помощна дейност в информационния си център. Читалището разполага и с обширна библиотека и читалня.

## Забележителности
В селото е съхранена архитектурната атмосфера на Възрожденската епоха – стари къщи на 1-2 ката, с каменна основа и чардак. Те са разположени основно в по-старата част западна на селото. Следват по-важните забележителности.
- Старинна жилищна кула от XVII век, известна като Кулата на Шемши бей, е разположена на скалистия хълм Мела, врязан като полуостров в коритото на река Янтра. При съвременна частична реставрация на кулата е изграден хотел, а самата кула е етнографски музей на 3 етажа.
- Храм „Свети Георги“, осветен през 1835 г., е сред най-старите във Великотърновската епархия.
- Водноелектрическата централа „Леденик“ е построена през 1929 година. Има ниска мощност - под 1 kW.
- Стадион, където често тренира отборът на ФК „Етър“.
- Мотопистата, с лиценз за международни състезания, функционира до 1990-те години. Има проект за обновяване от 2019 г.[12]

## Личности
- Иван Деведжиев (1893 – ?), полковник
- Марин Деведжиев (1922 – 2016), академик
- Никола Иванов, български революционер от ВМОРО, четник на Константин Нунков[13]